# Parakan (Leuwimunding)
Parakan is een bestuurslaag in het regentschap Majalengka van de provincie West-Java, Indonesië. Parakan telt 4362 inwoners (volkstelling 2010).